# Копы в огне
Копы в огне — театральная постановка. Жанр спектакля — «хип-хопера» (хип-хоп + опера).

## Действующие лица
- Козульски. Возглавляет отдел особо опасных дел. Воспитывает младшего полицейского Пипи. Ловит Джигурдамориса. Нервничает. Знает, что это верно. Жесток, опасен, вспыльчив. Щеголь.
- Чёрный коп — правая рука Козульского. Одним взглядом ломает землю из-под ног преступника. Хладнокровен, жесток, любит всё что ассоциируется с чёрным.
- Пипи — только из обучении. Слушается Козульски. Мечтает стать настоящим полицейским. Неуверен в себе, мечтателен, молод.
- Яблонски — ему 100 лет. Самый старый офицер полиции. Воспитал Козульского. Курит картонные сигары. Рыжий, всегда имеет при себе массажку.

## Актерский состав
- Козульски — Александр Легчаков (aka Супер Санья)
- Чёрный Коп — Константин Аршба (Kotzilla)
- Пипи — Михаил Румянцев (Миха Архангел/ miiisha/ Ларик Сурапов)
- Яблонски/ Младший Яблонски/ Начальник — Алексей Розин
- Джигурдаморис — Илья Барабанов
- Симон Горже, Луначарский, Крыса-коп — Павел Чукреев
- Воспитательница — Вика Петренко

## Создатели
- Александр Легчаков aka Супер Санья — автор идеи спектакля, драматург, актёр, кандидат экономических наук, доцент. Архивировано из оригинала 26 декабря 2013 года. кафедры экономических теорий экономического факультета Института экономики, управления и права РГГУ. В марте 2008 года написал пьесу в формате радиоспектакля «Копы в Огне» и в июне 2008 года показал её творческой группе «LE CIRQUE DE CHARLES LA TANNES» и было принято решение поставить полноценный спектакль.
- ГРУППА LE CIRQUE DE CHARLES LA TANNES — это режиссёры, актеры и художники, на счету которых уже есть один известный проект: спектакль «Хрустальный мир» по одноименному рассказу Пелевина, а также постановка пьесы «Кастинг»
- HOW2MAKE — известное московское музыкальное объединение, в которое входят такие артисты как DZA (Александр Холенко), Mujuice (Рома Литвинов). c 16 октября 2012 DZA и Искепо HOW2MAKE отказались от участия в проекте «Копы в Огне» как театральной, так и концертной его составляющих, с обязательным условием запрета на использование музыки, автором которой является DZA.
- PROKNOCKERS — это музыкальный тандем двух людей RAZ-DVA и Супер Санья. На Proknockers Studio записан альбом хип-хоп команды «Традиция», альбом артиста Котзилла, проект «Сексуальная тварь», «Копы в огне» и другие фантастические штуки.

## История
- Ноябрь 2009 — театральную премьеру в Санкт-Петербурге на фестивале им. Сергея Курехина «Электромеханика» посетило свыше 1000 чел
- Январь—май 2010 — каждый из 12 театральных показов в театральном центре «на Страстном» в Москве посетило свыше 450 чел при вместимости зала 370
- Июнь 2010 — «Копы» один из самых многообещающих музыкальных проектов 2010 г. по мнению журнала «Афиша»
- Июль 2010 — премьера клипа
- Август 2010 — музыкальный «лайв» на пикнике Афиши
- Август 2010 — выпуск радиоспектакля
- Сентябрь 2010 — спектакль участвует в международном театральном фестивале «Гогольfest» в Киеве
- Лето—осень 2010 — гастроли по городам России (Ростов-на-Дону, Чебоксары, Санкт-Петербург)
- Осень-зима 2010 — препродакшн полнометражного фильма «Копы в огне»
- 16 октября 2012 DZA и Искепо отказались от участия в проекте «Копы в Огне» как театральной, так и концертной его составляющих, с обязательным условием запрета на использование музыки, автором которой является DZA.
- С февраля 2013 года спектакль играется с постоянными аншлагами (sold out) на сцене Московского академического театра им. Вл. Маяковского

## Ответвления
- «Копы в огне» LIVE — хип-хоп-саунд в лучших традициях «золотой эры» (New York, 90s). Музыка, способная раскачать не только поклонников хип-хопа.
- «Копы в огне» FUNK EDITION — соул-фанк-ответвление, живые инструменты, копы становятся более мелодичными, но при этом не теряют драйв.
- Участники проекта Копы в Огне, образовали новый коллектив ВСИГМЕ[1][2][3].

## Награды
- Премия Степной волк-2010 в номинации «Нечто».
- Гран-при фестиваля «Текстура-Олимп».